# Saint-Victor (Cantal)
Saint-Victor (okzitanisch Sant Victor) ist eine französische Gemeinde mit 96 Einwohnern (Stand 1. Januar 2022) im Département Cantal in der Region Auvergne-Rhône-Alpes (vor 2016 Auvergne). Sie gehört zum Arrondissement Aurillac und zum Kanton Saint-Paul-des-Landes.

## Lage
Saint-Victor liegt etwa 21 Kilometer westnordwestlich von Aurillac im Zentralmassiv, in der Naturlandschaft Châtaigneraie, am Fluss Etze und an der Einmündung seiner Nebenflüsse Braulle und Meyrou. Umgeben wird Saint-Victor von den Nachbargemeinden Saint-Illide im Norden, Ayrens im Osten und Südosten, Saint-Paul-des-Landes im Süden, Nieudan im Südwesten sowie Saint-Santin-Cantalès im Westen und Nordwesten.

## Bevölkerungsentwicklung
| Jahr                       | 1962 | 1968 | 1975 | 1982 | 1990 | 1999 | 2006 | 2011 | 2019 |
| Einwohner                  | 179  | 152  | 120  | 141  | 135  | 127  | 110  | 110  | 106  |
| Quellen: Cassini und INSEE |      |      |      |      |      |      |      |      |      |

## Sehenswürdigkeiten
- Kirche Saint-Victor